# Ольховцы-Лазы
Ольхо́вцы-Лазы́ (укр. Вільхівці-Лази) — село в Ольховецкой сельской общине Тячевского района Закарпатской области Украины.
Население по переписи 2001 года составляло 3215 человек. Почтовый индекс — 90544. Телефонный код — 03134. Занимает площадь 0,225 км². Код КОАТУУ — 2124485901.